# Gotthilf Heinrich Ludwig Hagen
Gotthilf Heinrich Ludwig Hagen (3 de març de 1797 - 3 febrer 1884) va ser un físic alemany i un enginyer hidràulic.
Hagen va néixer a Königsberg, Regne de Prussia (Avui Kaliningrad, Rússia). Va estudiar a la Universitat de Königsberg (on Immanuel Kant va ser professor de filosofia al temps en què ell va estudiar). Hagen es va especialitzar a la universitat en matemàtiques, arquitectura i enginyeria civil. Amb el temps i contínues avaluacions en el seu acompliment universitari va ser responsable de projectes d'enginyeria hidràulica.
El 1824 la comunitat mercantil de Königsberg el va contractar com a director d'obres públiques. El 1826 va obtenir el càrrec d'inspector de molls a Pillau. En 1830 es va mudar a Berlín on es va ocupar de la direcció de construccions i urbanisme.
En 1834 va començar la seva carrera de docent en la Bauakademie Berlin.
Independentment de Jean Louis Marie Poiseuille, Hagen va dur a terme el 1839 una sèrie d'experiments de fluxos a baixa velocitat i la fricció en parets de tubs capil·lars, de manera que va establir la llei de flux de Hagen que posteriorment s'anomenaria la llei de Hagen-Poiseuille. Haguen va morir en 1884 als 86 anys.